# غلامرضا ضیایی
غلامرضا ضیایی رئیس زندان اوین تهران بود. از زندگی شخصی وی اطلاعات چندانی در دسترس نیست. با این حال وی پیش از اینکه رئیس زندان اوین باشد از مهرماه ۱۳۹۶ رئیس زندان رجایی شهر کرج بود. و در اوایل دهه هشتاد مسئول بند ۲۴۰ زندان اوین بود. و پیش از این نیز مسئول بخش زندانیان فراری بود. به نقل از خبر گزاری هرانا بنابر ادعای برخی از زندانیان وی خود را مسئول سابق بازداشتگاه کهریزک معرفی کرده بود
به دستور حشمت‌الله حیات‌الغیب، غلامرضا ضیایی پس از علی چهارمحالی سمت ریاست زندان اوین را عهده‌دار شد.

## تحریم‌ها
در ۱۲ آوریل ۲۰۲۰ غلامرضا ضیایی به جرم دست داشتن در سرکوب خشونت‌بار زندانیان اعتراضات مردمی آبان ۹۸ توسط اتحادیه اروپا تحریم و در فهرست تحریم این اتحادیه قرار گرفت. تمامی دارایی وی در اروپا مسدود و از سفر به کشورهای اروپایی منع و از دریافت ویزای این کشورها ممنوع شده‌است.
کانادا روز پنج‌شنبه ۲۱ مهر ۱۴۰۱ غلامرضا ضیایی را به همراه ۱۶شخص و ۳ نهاد در جمهوری اسلامی را به دلیل نقض حقوق بشر و بی‌اعتنایی آشکار دولت ایران نسبت به جان ایرانیان و اقدامات بی‌ثبات کننده تحریم کرد.
وزارت خارجه بریتانیا در ۱۸ آذر ۱۴۰۱ غلامرضا ضیایی به همراه ۹ مقام قضایی و مرتبط با زندان‌های جمهوری اسلامی را به دلیل تعقیب معترضان، صدور احکام سنگین از جمله مجازات اعدام برای آن‌ها و بدرفتاری با زندانیان ایرانی و خارجی و «نقض فجیع حقوق بشر» در ایران تحریم کرد.